# Ermita de San Roque (Ateca)
La ermita de San Roque es una ermita de culto católico situada en el municipio zaragozano de Ateca, España, junto al cementerio a un kilómetro del centro de la localidad.

## Descripción
Se trata de una pequeña ermita dedicada a San Roque, construida a mediados del siglo XVI por el concejo de Ateca, y alrededor de la cual se edificó el cementerio de la villa a finales del siglo XVIII, A nivel artístico es la más valiosa de la localidad, aunque en la actualidad se encuentra en estado de ruina.